# JR東日本トレインシミュレータ
JR東日本トレインシミュレータ（ジェイアールひがしにほんトレインシミュレータ、JR EAST Train Simulator）は、音楽館が開発し、東日本旅客鉄道（JR東日本）が販売する鉄道運転シミュレーションゲームである。JRETSと略されることもある。

## 概要
音楽館がJR東日本の全乗務員区所に納入している訓練用シミュレーターを、家庭用に移行したものである。販売はSteamにて行われており、早期アクセス版は980円で販売されていた。現在は基本パックが2980円で販売されている。ゲーム内の映像は、運転士の目線に合わせ、実際の車両で、実際の路線を走行し収録されたもので、音声についても実際の車両で収録されている。また、ゲーム内のBGMは、音楽館の代表取締役社長である向谷実も所属しているかつしかトリオの曲が使用されている。基本パック（本体）に加え、DLCを購入することで運転できる区間を追加したり、運転できる路線を追加することができる。また、2024年11月29日にシミュレータのクラウドサービス対応開始が発表。同年12月6日より、サービス開始がされた。
タイトル及び発売元から分かるとおり、原則としてJR東日本の路線がシミュレータ収録の対象となっているが、2024年3月にJR東日本以外のJRグループ路線、2025年8月（予定）に私鉄路線が収録された。

## 収録区間
| 遊べる路線     | 路線                      | 区間                                   | 駅数  | 全長     | 時間帯 | 種別                     | 列車番号 | 車両              | 両数  | 保安装置     | 購入価格   | 発売日         |
| -------------- | ------------------------- | -------------------------------------- | ----- | -------- | ------ | ------------------------ | -------- | ----------------- | ----- | ------------ | ---------- | -------------- |
| 早期アクセス版 | 京浜東北線                | 大宮 → 南浦和 南行                     | 6 駅  | 7.8 km   | 日中   | 各駅停車                 | 9101A    | E233系1000番代    | 10 両 | D-ATC        | 税込980円  | 2022年9月22日  |
| 早期アクセス版 | ■ 八高線                  | 高崎 → 群馬藤岡 上り                   | 4 駅  | 11.7 km  | 日中   | 普通                     | 230D     | キハ110系         | 4 両  | ATS-P        | 税込980円  | 2022年9月22日  |
| 基本パック     | 京浜東北・根岸線          | 大宮 → 磯子 南行                       | 41 駅 | 68.6 km  | 朝     | 各駅停車                 | 727B     | E233系1000番代    | 10 両 | D-ATC        | 税込2980円 | 2023年4月27日  |
| 基本パック     | 京浜東北・根岸線          | 大宮 → 大船 南行                       | 40 駅 | 81.2 km  | 日中   | 快速                     | 1275A    | E233系1000番代    | 10 両 | D-ATC        | 税込2980円 | 2023年4月27日  |
| 基本パック     | 東海道線                  | 東京 → 品川 下り                       | 3 駅  | 6.8 km   | 日中   | 普通                     | 1865E    | E233系3000番代    | 15 両 | ATS-P        | 税込2980円 | 2022年11月15日 |
| 基本パック     | 中央線快速電車            | 高尾 → 八王子 上り                     | 3 駅  | 5.7 km   | 夕     | 快速                     | 1654T    | E233系0番台       | 10 両 | ATS-P        | 税込2980円 | 2022年11月15日 |
| 基本パック     | ■大糸線                   | 松本 → 梓橋 下り                       | 5 駅  | 5.2 km   | 日中   | 普通                     | 5329M    | 211系             | 3 両  | ATS-Ps       | 税込2980円 | 2022年11月15日 |
| 基本パック     | ■仙石線                   | あおば通 → 苦竹 下り                   | 6 駅  | 4.0 km   | 日中   | 普通                     | 1221S    | 205系3100番代     | 4 両  | ATACS        | 税込2980円 | 2024年9月24日  |
| 基本パック     | ■信越本線                 | 直江津 → 土底浜 下り                   | 4 駅  | 9.4 km   | 朝     | 普通                     | 1327M    | E129系0番代       | 4 両  | ATS-Ps       | 税込2980円 | 2024年9月24日  |
| 基本パック     | ■八戸線                   | 八戸 → 小中野 下り                     | 4 駅  | 7.3 km   | 朝     | 普通                     | 429D     | キハE130系500番代 | 2 両  | ATS-Ps       | 税込2980円 | 2024年9月24日  |
| 基本パック     | ■ 八高線                  | 高崎 → 群馬藤岡 上り                   | 4 駅  | 11.7 km  | 日中   | 普通                     | 230D     | キハ110系200番代  | 2 両  | ATS-P        | 税込2980円 | 2025年3月25日  |
| DLC            | 東海道線                  | 東京 → 小田原 下り                     | 16 駅 | 83.9 km  | 朝     | 普通                     | 1525E    | E233系3000番代    | 10 両 | ATS-P        | 税込3980円 | 2022年11月15日 |
| DLC            | 東海道線                  | 東京 → 国府津 下り                     | 14 駅 | 77.7 km  | 朝     | 普通                     | 1531E    | E233系3000番代    | 15 両 | ATS-P        | 税込3980円 | 2022年11月15日 |
| DLC            | 東海道線                  | 東京 → 熱海 下り                       | 21 駅 | 104.6 km | 日中   | 普通                     | 1865E    | E233系3000番代    | 15 両 | ATS-P        | 税込3980円 | 2022年11月15日 |
| DLC            | 東海道線                  | 東京 → 平塚 下り                       | 11 駅 | 63.8 km  | 日中   | 普通                     | 1567E    | E233系3000番代    | 15 両 | ATS-P        | 税込3980円 | 2022年11月15日 |
| DLC            | 東海道線                  | 東京 → 熱海 下り                       | 15 駅 | 104.6 km | 夕     | 快速アクティー           | 3535E    | E233系3000番代    | 15 両 | ATS-P        | 税込3980円 | 2022年11月15日 |
| DLC            | 東海道線                  | 東京 → 熱海 下り                       | 21 駅 | 104.6 km | 朝     | 普通                     | 521M     | 185系0番代        | 10 両 | ATS-P        | 税込3480円 | 2025年2月27日  |
| DLC            | 東海道線                  | 東京 → 熱海 下り                       | 8 駅  | 104.6 km | 朝     | 特急踊り子3号            | 3023M    | 185系0番代        | 15 両 | ATS-P        | 税込3480円 | 2025年2月27日  |
| DLC            | 中央線快速電車            | 立川 → 東京 上り                       | 7 駅  | 37.5 km  | 朝     | 通勤特快                 | 602H     | E233系0番代       | 10 両 | ATS-P        | 税込3480円 | 2022年11月15日 |
| DLC            | 中央線快速電車            | 高尾 → 東京 上り                       | 24 駅 | 53.1 km  | 朝     | 快速                     | 692T     | E233系0番代       | 10 両 | ATS-P        | 税込3480円 | 2022年11月15日 |
| DLC            | 中央線快速電車            | 高尾 → 東京 上り                       | 14 駅 | 53.1 km  | 朝     | 中央特快                 | 916H     | E233系0番代       | 10 両 | ATS-P        | 税込3480円 | 2022年11月15日 |
| DLC            | 中央線快速電車            | 立川 → 東京 上り                       | 16 駅 | 37.5 km  | 日中   | 快速                     | 1034T    | E233系0番代       | 10 両 | ATS-P        | 税込3480円 | 2022年11月15日 |
| DLC            | 中央線快速電車            | 高尾 → 東京 上り                       | 24 駅 | 53.1 km  | 夕     | 快速                     | 1654T    | E233系0番代       | 10 両 | ATS-P        | 税込3480円 | 2022年11月15日 |
| DLC            | ■大糸線                   | 松本 → 南小谷 下り                     | 33 駅 | 70.1 km  | 日中   | 普通                     | 5329M    | 211系             | 3 両  | ATS-Ps       | 税込3480円 | 2022年11月16日 |
| DLC            | ■大糸線                   | 松本 → 穂高 下り                       | 11 駅 | 16.2 km  | 朝     | 普通                     | 3113M    | 211系             | 3 両  | ATS-Ps       | 税込3480円 | 2022年11月16日 |
| DLC            | ■大糸線                   | 松本 → 信濃大町 下り                   | 20 駅 | 35.1 km  | 日中   | 普通                     | 3241M    | 211系             | 3 両  | ATS-Ps       | 税込3480円 | 2022年11月16日 |
| DLC            | 埼京線･■ 川越線           | 大崎 → 大宮 下り                       | 19 駅 | 36.9 km  | 朝     | 各駅停車                 | 759K     | E233系7000番代    | 10 両 | ATACS/ATS-P  | 税込3480円 | 2023年2月21日  |
| DLC            | 埼京線･■ 川越線           | 大崎 → 川越 下り                       | 20 駅 | 53.0 km  | 日中   | 快速                     | 1349F    | E233系7000番代    | 10 両 | ATACS/ATS-P  | 税込3480円 | 2023年2月21日  |
| DLC            | ■仙石線                   | あおば通 → 石巻 下り                   | 32 駅 | 49.0 km  | 日中   | 普通                     | 1221S    | 205系3100番代     | 4 両  | ATACS/ATS-Ps | 税込2980円 | 2023年5月30日  |
| DLC            | ■仙石線                   | あおば通 → 多賀城 下り                 | 11 駅 | 12.6 km  | 朝     | 普通                     | 763S     | 205系3100番代     | 4 両  | ATACS/ATS-Ps | 税込2980円 | 2023年5月30日  |
| DLC            | ■仙石線                   | あおば通 → 松島海岸 下り               | 17 駅 | 23.2 km  | 朝     | 普通                     | 781S     | 205系3100番代     | 4 両  | ATACS/ATS-Ps | 税込2980円 | 2023年5月30日  |
| DLC            | 京葉線                    | 蘇我 → 東京 上り                       | 17 駅 | 43.0 km  | 朝     | 各駅停車                 | 780Y     | E233系5000番代    | 10 両 | ATS-P        | 税込2980円 | 2023年6月27日  |
| DLC            | 京葉線                    | 蘇我 → 東京 上り                       | 17 駅 | 43.0 km  | 日中   | 各駅停車                 | 1510Y    | E233系5000番代    | 10 両 | ATS-P        | 税込2980円 | 2023年6月27日  |
| DLC            | 山手線                    | 大崎 → 大崎 内回り                     | 29 駅 | 34.5 km  | 日中   | 各駅停車                 | 1208G    | E235系0番代       | 11 両 | D-ATC        | 税込2980円 | 2023年7月25日  |
| DLC            | 山手線                    | 大崎 → 大崎 内回り                     | 29 駅 | 34.5 km  | 朝     | 各駅停車                 | 876G     | E235系0番代       | 11 両 | D-ATC        | 税込2980円 | 2023年7月25日  |
| DLC            | ■常磐線 (■上野東京ライン) | 品川 → 土浦 下り                       | 19 駅 | 76.4 km  | 朝     | 普通                     | 1135M    | E531系0番代       | 15 両 | ATS-P        | 税込3980円 | 2023年8月29日  |
| DLC            | ■常磐線 (■上野東京ライン) | 品川 → 土浦 下り                       | 19 駅 | 76.4 km  | 日中   | 普通                     | 1157M    | E531系0番代       | 10 両 | ATS-P        | 税込3980円 | 2023年8月29日  |
| DLC            | ■常磐線 (■上野東京ライン) | 品川 → 勝田 下り                       | 29 駅 | 133.7 km | 日中   | 普通                     | 1177M    | E531系0番代       | 10 両 | ATS-P        | 税込3980円 | 2023年8月29日  |
| DLC            | ■常磐線 (■上野東京ライン) | 品川 → 土浦 下り                       | 15 駅 | 76.4 km  | 日中   | 特別快速                 | 3181M    | E531系0番代       | 15 両 | ATS-P        | 税込3980円 | 2023年8月29日  |
| DLC            | ■信越本線                 | 直江津 → 長岡 下り                     | 23 駅 | 73.0 km  | 朝     | 普通                     | 1327M    | E129系0番代       | 4 両  | ATS-Ps/ATS-P | 税込3980円 | 2023年9月26日  |
| DLC            | ■信越本線                 | 柏崎 → 新潟 下り                       | 31 駅 | 100.0 km | 朝     | 普通                     | 1323M    | E129系0番代       | 4 両  | ATS-Ps/ATS-P | 税込3980円 | 2023年9月26日  |
| DLC            | ■信越本線                 | 長岡 → 新潟 下り                       | 20 駅 | 63.3 km  | 朝     | 普通                     | 431M     | E129系0番代       | 4 両  | ATS-Ps/ATS-P | 税込3980円 | 2023年9月26日  |
| DLC            | ■信越本線                 | 新津 → 新潟 下り                       | 6 駅  | 15.2 km  | 朝     | 普通                     | 2523M    | E129系0番代       | 4 両  | ATS-Ps/ATS-P | 税込3980円 | 2023年9月26日  |
| DLC            | ■信越本線                 | 長岡 → 新潟 下り                       | 9 駅  | 63.3 km  | 日中   | 快速                     | 3481M    | E129系0番代       | 4 両  | ATS-Ps/ATS-P | 税込3980円 | 2023年9月26日  |
| DLC            | ■八戸線                   | 八戸 → 久慈 下り                       | 24 駅 | 64.9 km  | 朝     | 普通                     | 429D     | キハE130系500番代 | 2 両  | ATS-Ps       | 税込3480円 | 2023年10月31日 |
| DLC            | ■八戸線                   | 八戸 → 鮫 下り                         | 7 駅  | 11.8 km  | 朝     | 普通                     | 1431D    | キハE130系500番代 | 2 両  | ATS-Ps       | 税込3480円 | 2023年10月31日 |
| DLC            | ■八戸線                   | 八戸 → 久慈 下り                       | 24 駅 | 64.9 km  | 日中   | 普通                     | 441D     | キハE130系500番代 | 2 両  | ATS-Ps       | 税込3480円 | 2023年10月31日 |
| DLC            | ■八戸線                   | 八戸 → 鮫 下り                         | 7 駅  | 11.8 km  | 日中   | 普通                     | 1447D    | キハE130系500番代 | 2 両  | ATS-Ps       | 税込3480円 | 2023年10月31日 |
| DLC            | 南武線                    | 川崎 → 立川 下り                       | 26 駅 | 35.5 km  | 朝     | 各駅停車                 | 603F     | E233系8000番代    | 6 両  | ATS-P        | 税込3980円 | 2023年11月28日 |
| DLC            | 南武線                    | 川崎 → 武蔵中原 下り                   | 8 駅  | 9.2 km   | 朝     | 各駅停車                 | 843F     | E233系8000番代    | 6 両  | ATS-P        | 税込3980円 | 2023年11月28日 |
| DLC            | 南武線                    | 川崎 → 立川 下り                       | 12 駅 | 35.5 km  | 日中   | 快速                     | 4027F    | E233系8000番代    | 6 両  | ATS-P        | 税込3980円 | 2023年11月28日 |
| DLC            | 南武支線                  | 小田栄 → 尻手 下り                     | 4 駅  | 2.7 km   | 朝     | 普通                     | 613H     | 205系1000番代     | 2 両  | ATS-P        | 税込3980円 | 2023年11月28日 |
| DLC            | 南武支線                  | 浜川崎 → 尻手 下り                     | 5 駅  | 4.1 km   | 朝     | 普通                     | 721H     | 205系1000番代     | 2 両  | ATS-P        | 税込3980円 | 2023年11月28日 |
| DLC            | 南武支線                  | 浜川崎 → 尻手 下り                     | 5 駅  | 4.1 km   | 日中   | 普通                     | 1401H    | 205系1000番代     | 2 両  | ATS-P        | 税込3980円 | 2023年11月28日 |
| DLC            | 鶴見線                    | 鶴見 → 扇町 下り                       | 10 駅 | 7.0 km   | 朝     | 普通                     | 701      | 205系1100番代     | 3 両  | ATS-P        | 税込3980円 | 2023年11月28日 |
| DLC            | 鶴見線                    | 鶴見 → 浜川崎 下り                     | 8 駅  | 5.7 km   | 日中   | 普通                     | 1013     | 205系1100番代     | 3 両  | ATS-P        | 税込3980円 | 2023年11月28日 |
| DLC            | 海芝浦支線                | 鶴見 → 海芝浦 下り                     | 7 駅  | 4.7 km   | 朝     | 普通                     | 705      | 205系1100番代     | 3 両  | ATS-P        | 税込3980円 | 2023年11月28日 |
| DLC            | 大川支線                  | 鶴見 → 大川 下り                       | 7 駅  | 5.1 km   | 朝     | 普通                     | 801      | 205系1100番代     | 3 両  | ATS-P        | 税込3980円 | 2023年11月28日 |
| DLC            | 総武快速線 (■成田線)      | 東京 → 千葉 下り                       | 10 駅 | 39.2 km  | 朝     | 快速                     | 627F     | E217系            | 15 両 | ATS-P        | 税込3480円 | 2023年12月19日 |
| DLC            | 総武快速線 (■成田線)      | 東京 → 津田沼 下り                     | 8 駅  | 26.7 km  | 朝     | 快速                     | 845F     | E217系            | 15 両 | ATS-P        | 税込3480円 | 2023年12月19日 |
| DLC            | 総武快速線 (■成田線)      | 東京 → 成田空港 下り                   | 18 駅 | 79.2 km  | 日中   | 快速                     | 1217F    | E217系            | 15 両 | ATS-P        | 税込3480円 | 2023年12月19日 |
| DLC            | ■小海線                   | 中込 → 小諸 下り                       | 11 駅 | 13.4 km  | 朝     | 普通                     | 131D     | キハE200形        | 2 両  | ATS-P(R)     | 税込3480円 | 2024年1月30日  |
| DLC            | ■小海線                   | 小淵沢 → 野辺山 下り                   | 5 駅  | 23.4 km  | 日中   | 普通                     | 227D     | キハE200形        | 2 両  | ATS-P(R)     | 税込3480円 | 2024年1月30日  |
| DLC            | ■小海線                   | 小淵沢 → 小諸 下り                     | 31 駅 | 78.9 km  | 日中   | 普通                     | 229D     | キハE200形        | 2 両  | ATS-P(R)     | 税込3480円 | 2024年1月30日  |
| DLC            | 高崎線                    | 上野 → 籠原 下り                       | 17 駅 | 67.9 km  | 朝     | 普通                     | 829M     | E233系3000番代    | 10 両 | ATS-P        | 税込3980円 | 2024年2月27日  |
| DLC            | 高崎線                    | 上野 → 高崎 下り                       | 24 駅 | 101.6 km | 朝     | 普通                     | 831M     | E233系3000番代    | 10 両 | ATS-P        | 税込3980円 | 2024年2月27日  |
| DLC            | 高崎線                    | 上野 → 高崎 下り                       | 16 駅 | 101.6 km | 朝     | 快速アーバン             | 3922E    | E233系3000番代    | 10 両 | ATS-P        | 税込3980円 | 2024年2月27日  |
| DLC            | 高崎線                    | 上野 → 籠原 下り                       | 17 駅 | 67.9 km  | 日中   | 普通                     | 833M     | E233系3000番代    | 15 両 | ATS-P        | 税込3980円 | 2024年2月27日  |
| DLC            | 高崎線                    | 上野 → 高崎 下り                       | 11 駅 | 101.4 km | 朝     | 特急水上･草津1号         | 3001M    | 185系200番代      | 14 両 | ATS-P        | 税込3480円 | 2025年2月27日  |
| DLC            | 高崎線                    | 上野 → 高崎 下り                       | 8 駅  | 101.4 km | 日中   | 特急草津3号              | 3003M    | 185系200番代      | 7 両  | ATS-P        | 税込3480円 | 2025年2月27日  |
| DLC            | ■留萌本線                 | 留萌 → 深川 上り                       | 9 駅  | 50.1 km  | 朝     | 普通                     | 4920D    | キハ54形500代     | 1 両  | ATS-DN/SN    | 税込6960円 | 2024年3月26日  |
| DLC            | ■留萌本線                 | 留萌 → 深川 上り                       | 12 駅 | 50.1 km  | 朝     | 普通                     | 4922D    | キハ54形500代     | 1 両  | ATS-DN/SN    | 税込6960円 | 2024年3月26日  |
| DLC            | ■留萌本線                 | 留萌 → 深川 上り                       | 10 駅 | 50.1 km  | 朝     | 普通                     | 4924D    | キハ54形500代     | 1 両  | ATS-DN/SN    | 税込6960円 | 2024年3月26日  |
| DLC            | ■留萌本線                 | 留萌 → 深川 上り                       | 10 駅 | 50.1 km  | 日中   | 普通                     | 4926D    | キハ54形500代     | 1 両  | ATS-DN/SN    | 税込6960円 | 2024年3月26日  |
| DLC            | ■留萌本線                 | 深川 → 留萌 下り                       | 2 駅  | 50.1 km  | 朝     | 回送                     | 回5921D  | キハ54形500代     | 1 両  | ATS-DN/SN    | 税込6960円 | 2024年3月26日  |
| DLC            | ■留萌本線                 | 深川 → 留萌 下り                       | 5 駅  | 50.1 km  | 朝     | 普通                     | 4921D    | キハ54形500代     | 1 両  | ATS-DN/SN    | 税込6960円 | 2024年3月26日  |
| DLC            | ■留萌本線                 | 深川 → 留萌 下り                       | 10 駅 | 50.1 km  | 朝     | 普通                     | 4923D    | キハ54形500代     | 1 両  | ATS-DN/SN    | 税込6960円 | 2024年3月26日  |
| DLC            | ■留萌本線                 | 深川 → 留萌 下り                       | 11 駅 | 50.1 km  | 日中   | 普通                     | 4925D    | キハ54形500代     | 1 両  | ATS-DN/SN    | 税込6960円 | 2024年3月26日  |
| DLC            | ■留萌本線                 | 深川 → 留萌 下り                       | 12 駅 | 50.1 km  | 夕     | 普通                     | 4929D    | キハ54形500代     | 1 両  | ATS-DN/SN    | 税込6960円 | 2024年3月26日  |
| DLC            | ■男鹿線                   | 秋田 → 男鹿 下り                       | 12 駅 | 39.4 km  | 朝     | 普通                     | 1127М    | EV-E801系         | 2 両  | ATS-Ps       | 税込2980円 | 2024年4月23日  |
| DLC            | ■男鹿線                   | 秋田 → 男鹿 下り                       | 12 駅 | 39.4 km  | 日中   | 普通                     | 1131М    | EV-E801系         | 2 両  | ATS-Ps       | 税込2980円 | 2024年4月23日  |
| DLC            | ■男鹿線                   | 秋田 → 男鹿 下り                       | 12 駅 | 39.4 km  | 日中   | 普通                     | 1133М    | EV-E801系         | 2 両  | ATS-Ps       | 税込2980円 | 2024年4月23日  |
| DLC            | ■男鹿線                   | 秋田 → 男鹿 下り                       | 12 駅 | 39.4 km  | 日中   | 普通                     | 1135М    | EV-E801系         | 2 両  | ATS-Ps       | 税込2980円 | 2024年4月23日  |
| DLC            | ■成田線                   | 銚子 → 千葉 上り                       | 22 駅 | 94.7 km  | 朝     | 普通                     | 436М     | 209系2100番代     | 4 両  | ATS-P        | 税込3980円 | 2024年5月28日  |
| DLC            | ■成田線                   | 銚子 → 千葉 上り                       | 22 駅 | 94.7 km  | 日中   | 普通                     | 450М     | 209系2100番代     | 4 両  | ATS-P        | 税込3980円 | 2024年5月28日  |
| DLC            | ■成田線                   | 銚子 → 成田 上り                       | 15 駅 | 65.5 km  | 日中   | 普通                     | 2446М    | 209系2100番代     | 4 両  | ATS-P        | 税込3980円 | 2024年5月28日  |
| DLC            | ■成田線                   | 銚子 → 成田 上り                       | 15 駅 | 65.5 km  | 夕     | 普通                     | 2462М    | 209系2100番代     | 4 両  | ATS-P        | 税込3980円 | 2024年5月28日  |
| DLC            | ■鹿島線                   | 鹿島サッカースタジアム → 鹿島神宮 上り | 2 駅  | 3.2 km   | 朝     | 回送                     | 回522М   | 209系2100番代     | 4 両  | ATS-P        | 税込3980円 | 2024年5月28日  |
| DLC            | ■鹿島線                   | 鹿島神宮 → 佐原 上り                   | 6 駅  | 17.8 km  | 朝     | 普通                     | 522М     | 209系2100番代     | 4 両  | ATS-P        | 税込3980円 | 2024年5月28日  |
| DLC            | ■鹿島線                   | 鹿島神宮 → 佐原 上り                   | 6 駅  | 17.8 km  | 朝     | 普通                     | 524М     | 209系2100番代     | 4 両  | ATS-P        | 税込3980円 | 2024年5月28日  |
| DLC            | ■鹿島線                   | 鹿島神宮 → 佐原 上り                   | 6 駅  | 17.8 km  | 日中   | 普通                     | 536М     | 209系2100番代     | 4 両  | ATS-P        | 税込3980円 | 2024年5月28日  |
| DLC            | ■鹿島線                   | 鹿島神宮 → 佐原 上り                   | 6 駅  | 17.8 km  | 夕     | 普通                     | 540М     | 209系2100番代     | 4 両  | ATS-P        | 税込3980円 | 2024年5月28日  |
| DLC            | 宇都宮線(■上野東京ライン) | 小金井 → 東京 上り                     | 20 駅 | 88.3 km  | 朝     | 普通                     | 1539E    | E233系3000番代    | 15 両 | ATS-P        | 税込3980円 | 2024年8月27日  |
| DLC            | 宇都宮線(■上野東京ライン) | 宇都宮 → 東京 上り                     | 24 駅 | 109.7 km | 日中   | 普通                     | 1567E    | E233系3000番代    | 15 両 | ATS-P        | 税込3980円 | 2024年8月27日  |
| DLC            | 宇都宮線(■上野東京ライン) | 小金井 → 東京 上り                     | 20 駅 | 88.3 km  | 夕     | 普通                     | 1591E    | E233系3000番代    | 15 両 | ATS-P        | 税込3980円 | 2024年8月27日  |
| DLC            | 宇都宮線(■上野東京ライン) | 黒磯 → 上野 上り                       | 23 駅 | 159.9 km | 朝     | 快速ラビット             | 3520M    | E233系3000番代    | 10 両 | ATS-P        | 税込3980円 | 2024年8月27日  |
| DLC            | 宇都宮線(■上野東京ライン) | 宇都宮 → 大宮 上り                     | 7 駅  | 79.2 km  | 朝     | 特急おはようとちぎ2号    | 5042M    | 185系200番代      | 7 両  | ATS-P        | 税込3480円 | 2025年2月27日  |
| DLC            | 宇都宮線(■上野東京ライン) | 黒磯 →大宮 上り                        | 12 駅 | 133.0 km | 朝     | 特急おはようとちぎ4号    | 5044M    | 185系200番代      | 7 両  | ATS-P        | 税込3480円 | 2025年2月27日  |
| DLC            | 横須賀線                  | 逗子 → 東京 上り                       | 14 駅 | 57.8 km  | 朝     | 普通                     | 730S     | E217系            | 15 両 | ATS-P        | 税込3480円 | 2024年10月29日 |
| DLC            | 横須賀線                  | 久里浜 → 逗子 上り                     | 6 駅  | 15.5 km  | 朝     | 普通                     | 834H     | E217系            | 4 両  | ATS-P        | 税込3480円 | 2024年10月29日 |
| DLC            | 横須賀線                  | 逗子 → 東京 上り                       | 14 駅 | 57.8 km  | 日中   | 普通                     | 1204S    | E217系            | 11 両 | ATS-P        | 税込3480円 | 2024年10月29日 |
| DLC            | 横須賀線                  | 逗子 → 東京 上り                       | 14 駅 | 57.8 km  | 日中   | 普通                     | 1330S    | E217系            | 15 両 | ATS-P        | 税込3480円 | 2024年10月29日 |
| DLC            | 横須賀線                  | 久里浜 → 逗子 上り                     | 6 駅  | 15.5 km  | 夕     | 普通                     | 1704H    | E217系            | 4 両  | ATS-P        | 税込3480円 | 2024年10月29日 |
| DLC            | 青梅線                    | 立川 → 河辺 下り                       | 11 駅 | 15.9 km  | 朝     | 各駅停車                 | 715      | E233系0番代       | 4 両  | ATS-P        | 税込2980円 | 2024年11月28日 |
| DLC            | 青梅線                    | 立川 → 青梅 下り                       | 13 駅 | 18.5 km  | 朝     | 各駅停車                 | 843      | E233系0番代       | 6 両  | ATS-P        | 税込2980円 | 2024年11月28日 |
| DLC            | 青梅線                    | 立川 → 青梅 下り                       | 13 駅 | 18.5 km  | 日中   | 各駅停車                 | 1379T    | E233系0番代       | 10 両 | ATS-P        | 税込2980円 | 2024年11月28日 |
| DLC            | 青梅線                    | 立川 → 青梅 下り                       | 5 駅  | 18.5 km  | 朝     | ホリデー快速おくたま     | 721T     | E233系0番代       | 10 両 | ATS-P        | 税込2980円 | 2024年11月28日 |
| DLC            | 青梅線                    | 青梅 → 奥多摩 下り                     | 3 駅  | 18.7 km  | 朝     | ホリデー快速おくたま     | 7847     | E233系0番代       | 4 両  | ATS-P        | 税込2980円 | 2024年11月28日 |
| DLC            | 青梅線                    | 青梅 → 奥多摩 下り                     | 13 駅 | 18.7 km  | 日中   | 各駅停車                 | 1103     | E233系0番代       | 4 両  | ATS-P        | 税込2980円 | 2024年11月28日 |
| DLC            | 青梅線                    | 青梅 → 奥多摩 下り                     | 13 駅 | 18.7 km  | 日中   | 各駅停車                 | 1407     | E233系0番代       | 4 両  | ATS-P        | 税込2980円 | 2024年11月28日 |
| DLC            | ■東海道貨物線             | 根府川 → 小田原 上り                   | 2 駅  | 6.5 km   | 朝     | 回送                     | 回3092M  | E257系2000番代    | 9 両  | ATS-P        | 税込3980円 | 2024年12月17日 |
| DLC            | ■東海道貨物線             | 小田原 → 東京 上り                     | 6 駅  | 87.6 km  | 朝     | 特急 湘南8号             | 3078M    | E257系2000番代    | 9 両  | ATS-P        | 税込3980円 | 2024年12月17日 |
| DLC            | ■東海道貨物線             | 小田原 → 新宿 上り                     | 6 駅  | 88.2 km  | 朝     | 特急 湘南22号            | 3092M    | E257系2000番代    | 9 両  | ATS-P        | 税込3980円 | 2024年12月17日 |
| DLC            | ■東海道貨物線             | 小田原 → 新宿 上り                     | 6 駅  | 88.2 km  | 朝     | 特急 湘南26号            | 3096M    | E257系2000番代    | 9 両  | ATS-P        | 税込3980円 | 2024年12月17日 |
| DLC            | ■東海道貨物線             | 小田原 → 鶴見 上り                     | 2 駅  | 63.2 km  | 夕     | 臨時特急 あたみ号        | 9078M    | E257系5500番代    | 5 両  | ATS-P        | 税込3980円 | 2024年12月17日 |
| DLC            | ■東海道貨物線             | 小田原 → 品川 上り                     | 4 駅  | 85.4 km  | 朝     | 湘南ライナー4号          | 3724M    | 185系0番代        | 10 両 | ATS-P        | 税込3480円 | 2025年2月27日  |
| DLC            | ■東海道貨物線             | 小田原 → 新宿 上り                     | 5 駅  | 86.3 km  | 朝     | おはようライナー新宿26号 | 3456M    | 185系0番代        | 10 両 | ATS-P        | 税込3480円 | 2025年2月27日  |
| DLC            | ■ 八高線                  | 高崎 → 高麗川 上り                     | 16 駅 | 65.3 km  | 朝     | 普通                     | 224D     | キハ110系200番代  | 2 両  | ATS-P        | 税込3480円 | 2025年3月25日  |
| DLC            | ■ 八高線                  | 高崎 → 高麗川 上り                     | 16 駅 | 65.3 km  | 日中   | 普通                     | 230D     | キハ110系200番代  | 1 両  | ATS-P        | 税込3480円 | 2025年3月25日  |
| DLC            | ■ 八高線                  | 小川町 → 高麗川 上り                   | 5 駅  | 21.7 km  | 朝     | 普通                     | 2268D    | キハ110系200番代  | 2 両  | ATS-P        | 税込3480円 | 2025年3月25日  |
| DLC            | ■ 八高線                  | 高崎 → 児玉 上り                       | 6 駅  | 20.5 km  | 夕     | 普通                     | 2282D    | キハ110系200番代  | 2 両  | ATS-P        | 税込3480円 | 2025年3月25日  |
| DLC            | ■ 仙山線                  | 仙台 → 山形 下り                       | 20 駅 | 62.8 km  | 朝     | 普通                     | 825M     | E721系1000番代    | 6 両  | ATS-Ps       | 税込3480円 | 2025年6月24日  |
| DLC            | ■ 仙山線                  | 仙台 → 山形 下り                       | 14 駅 | 62.8 km  | 日中   | 快速                     | 3831M    | E721系1000番代    | 4 両  | ATS-Ps       | 税込3480円 | 2025年6月24日  |
| DLC            | ■ 仙山線                  | 仙台 → 愛子 下り                       | 9 駅  | 15.2 km  | 日中   | 普通                     | 1857M    | E721系1000番代    | 6 両  | ATS-Ps       | 税込3480円 | 2025年6月24日  |
| DLC            | ■ 仙山線                  | 仙台 → 山形 下り                       | 20 駅 | 62.8 km  | 夕     | 普通                     | 837M     | E721系1000番代    | 4 両  | ATS-Ps       | 税込3480円 | 2025年6月24日  |

DLC発売に合わせ、向谷実のYouTubeチャンネルにて、JR東日本の担当者と一緒に、アップデート内容やDLCの詳細について説明をする生配信を行うのが定番である。一部の生配信には、現役の乗務員も参加し、路線の魅力や運転方法などを紹介している。また、全路線において現役の車掌による原声放送が実装されており、一部の路線では、運転士喚呼も実装されている。

## 歴史
- 2022年（令和4年）
  - 9月2日：Steamのストアページ公開とともに同月20日に早期アクセス版を発売すると発表。
  - 9月20日：早期アクセス版が発売。
  - 11月15日：早期アクセス版の販売が終了。早期アクセス版購入者は、基本パックへ無償でアップグレードされた。また、早期アクセス版終了に伴い、京浜東北線と八高線が削除された。同日に基本パックが発売され、東海道線、中央線快速電車のDLCも発売された。
  - 11月16日：大糸線のDLCが発売。
- 2023年（令和5年）
  - 2月21日：DLC第4弾にあたる埼京線・川越線のDLCが発売。
  - 4月27日：早期アクセス版に収録されていた京浜東北線が、大船まで延長し、京浜東北・根岸線として基本パックへ無償追加された。
  - 5月30日：DLC第5弾にあたる仙石線のDLCが発売。
  - 6月27日：DLC第6弾にあたる京葉線のDLCが発売。
  - 7月25日：DLC第7弾にあたる山手線のDLCが発売。
  - 8月29日：DLC第8弾にあたる常磐線のDLCが発売。
  - 9月26日：DLC第9弾にあたる信越本線のDLCが発売。
  - 10月31日：DLC第10弾にあたる八戸線のDLCが発売。
  - 11月28日：DLC第11弾にあたる南武線、南武支線、鶴見線のDLCが発売。
  - 12月19日：DLC第12弾にあたる総武快速線のDLCが発売。
- 2024年（令和6年）
  - 1月30日：DLC第13弾にあたる小海線のDLCが発売。
  - 2月27日：DLC第14弾にあたる高崎線のDLCが発売。
  - 3月26日：DLC第15弾にあたる留萌本線のDLCが発売[6]。
  - 4月23日：DLC第16弾にあたる男鹿線のDLCが発売。
  - 5月28日：DLC第17弾にあたる成田線、鹿島線のDLCが発売。
  - 8月27日：DLC第18弾にあたる宇都宮線のDLCが発売。
  - 9月24日：仙石線・信越本線・八戸線の一部区間が基本パックへと無償追加された。
  - 10月29日：DLC第19弾にあたる横須賀線のDLCが発売。
  - 11月28日：DLC第20弾にあたる青梅線のDLCが発売。
  - 11月29日：JR東日本より、JR東日本トレインシミュレータのクラウドサービス対応が発表。同年12月6日よりサービス開始。
  - 12月17日：DLC第21弾にあたる東海道貨物線のDLCが発売。本作初の特急列車が初めて収録される。
- 2025年（令和7年）
  - 2月27日：DLC第22弾にあたる初の車両DLCとして185系特急型電車のDLCが発売。
  - 3月25日：DLC第23弾にあたる早期アクセス版に収録されていた八高線のDLCが発売。また、早期アクセス版に収録されていた区間のみ基本パックに無償追加された。
  - 6月24日：DLC第24弾にあたる仙山線のDLCが発売。
  - 8月26日：DLC第25弾にあたる東武スカイツリーライン、東武東上線のDLCが発売予定[7]。